# Кремс
Кремс или Кремс на Дунаву (чеш. Kremže) град је у Аустрији, смештен у северном делу државе. Кремс је пети по величини град у покрајини Доњој Аустрији, где се чини истоимени градски округ.
Кремс је познат као град са веома добро очуваним старим градским језгром.

## Природне одлике
Кремс се налази у северном делу Аустрије, на око 70 км удаљености од престонице Беча. Град се образовао на стратешки важном месту где крајњи источни огранци Алпа дотичу обале Дунава. Само градско језгро Кремса смештено је на месту где се истоимена речица Кремс улива у Дунав.

## Историја
Данашње насеље Кремс је основан 995. године, али је ово подручје насељавано и раније. Током 11. и 12. века град је по развоју и величини био у рангу Беча. Касније је развој био успоренији, па је град и до дан-данас остао у сенци оближње престонице.

## Становништво
| 1981.  | 1991.  | 2001.  | 2011.  |
| ------ | ------ | ------ | ------ |
| 23.056 | 22.783 | 23.713 | 24.032 |

По процени из 2016. у граду је живело 24627 становника. Пре једног века град је имао исто толико становника. Разлог овоме је близина престонице која је деценијама ограничавала развој града као обласно средишта.

## Галерија
- Градска катедрала
- Штајнова капија
- Главна пешачка улица
- Градска кућа
- Дунав и историјско језгро Кремса

## Партнерски градови
- Беблинген
- Ribe
- Бон
- Пасау
- Кромјержиж
- Грејпвајн
- Bergama